# Giuseppe Girgenti (politico)
Giuseppe Girgenti (Palermo, 15 gennaio 1905 – Palermo, 2 settembre 1968) è stato un politico, prefetto e avvocato italiano.

## Biografia
Militante nazionalista, Giuseppe Girgenti abbracciò il fascismo sin dalle origini, iscrivendosi ai fasci di combattimento all'età di 14 anni, il 10 ottobre 1919, seguendo Gabriele D'Annunzio nell'impresa di Fiume, e diventando poi ufficiale delle Camicie Nere. (Negli stessi anni la cugina Ester Girgenti seguì invece Luigi Pirandello, entrando a far parte del Compagnia Teatro d'Arte nel 1925). Rivestì tutte le cariche fasciste nella Provincia di Palermo: fu squadrista, membro del direttorio federale, ispettore federale e segretario del Gruppo universitario fascista di Palermo, ispettore del Partito Nazionale Fascista in Albania, segretario federale di Trapani e consigliere nazionale, diventando consigliere nella Camera dei Fasci e delle Corporazioni durante la XXX legislatura del Regno d'Italia. 
Partecipò alla Guerra di Libia (1922-1923), alla Guerra di Abissinia (1935-1936), alla Guerra Civile Spagnola (1936), all'invasione italiana dell'Albania (1939-1941). 
Il 1943 fu particolarmente drammatico: il 24 luglio, il giorno prima della caduta del fascismo, perì il fratello maggiore Giovanni, nell'affondamento del Santa Lucia da parte dell'aviazione britannica; il 9 settembre, il giorno dopo l'armistizio di Cassibile, perì il fratello minore Alfredo, nell'affondamento della corazzata Roma da parte della Luftwaffe tedesca. Dopo lo scioglimento del Gran Consiglio, aderì alla Repubblica Sociale Italiana, divenne prefetto della Provincia di Chieti il 25 ottobre 1943 e l'8 giugno 1944 e, dopo essere fuggito da quella che era diventata una città aperta, fu nominato prefetto della Provincia di Modena. Ricoprì questa carica, succedendo a Davide Fossa, dai primi giorni del mese di agosto 1944 sino alla Liberazione, avvenuta nell'aprile del 1945. In quel mese, da Modena scappò a Milano, dove ebbe modo di vedere il cadavere di Benito Mussolini esposto appeso a Piazzale Loreto. Nel capoluogo lombardo trovò rifugio presso una famiglia ebraica, quella dei Piscopo, che aveva salvato dall'esercito tedesco. 
Processato a Vasto nel 1950, fu assolto con formula piena. Sposatosi con Licia Accardi, ebbe due figli, Adalberto (1937-2024) e Valerio (1939-2001). Morì a Palermo nel 1968, esattamente l'anno dopo la nascita dell'omonimo nipote, professore universitario di filosofia.